# Hugo Liehm
Hugo Liehm (geboren 1. April 1879 in Luditz, Österreich-Ungarn; gestorben 31. Januar 1958 in Bad Reichenhall) war ein sudetendeutscher Politiker (DNP, SdP, NSDAP).

## Wirken
Liehm war Unternehmer mit einer Klarinettenfabrik. Er war Mitglied im Kameradschaftsbund (KB), in der Gesellschaft für deutsche Volksbildung der Tschechoslowakischen Republik und Obmann des sogenannten „Gaus Egerland“ des Bundes der Deutschen in Böhmen, der sich dem Deutschen Böhmerwaldbund anschloss.
Als Angehöriger des Luditzer Stadtrats versteckte er zusammen mit zwei Komplizen aus bis heute ungeklärten Gründen nach der Entstehung der Tschechoslowakischen Republik das im 16. Jahrhundert in der Prager Buchmacherei Jan Táborský teuer gefertigte, 28 Kilogramm schwere Gesangbuch der Stadt in einem Sägewerk.
Von 1926 bis 1935 war er als Mitglied der DNP Bürgermeister seiner Heimatstadt Luditz, damals auch Sitz der Bezirkshauptmannschaft des Bezirks Luditz. Im Oktober 1933 gehörte er der kleinen Gruppe an, der unter anderem auch Othmar Kallina angehörte, die im Gasthaus nach der Idee von Konrad Henlein „Zum ewigen Licht“ in Eger die Sudetendeutsche Heimatfront gründeten, aus der 1935 die SdP hervorging.
1935 zog er als Senator der SdP in die tschechoslowakischen Nationalversammlung ein, die 1939 aufgelöst wurde. Aufgrund des Münchner Abkommens wurde sein Senatsmandat bereits zum Oktober 1938 aufgehoben. Liehm wurde Mitglied der NSDAP und leitete nach Errichtung des Protektorats Böhmen und Mähren persönlich die Fahndung nach dem bereits genannten, nach Anschluss des Sudetenlandes an das Deutsche Reich vom Historiker und Prager Stadtarchivar Václav Vojtíšek (1883–1974) versteckten Luditzer Gesangbuch, und trug zur Sicherstellung durch die Gestapo bei. Er selbst verfasste hierzu 1939 Geschichte und Kampf um das Cantionale von Luditz.
Nach Ende des Zweiten Weltkriegs wurde er von den tschechoslowakischen Behörden inhaftiert, aber noch 1945 wieder auf freien Fuß gesetzt, wonach er sich in Bad Reichenhall niederließ und dort Klarinettenblätter herstellte. In München war er Mitbegründer des Witikobundes. 1950 wurde er zum Ehrenobmann des Lokalverbandes Sudetendeutschen Landsmannschaft Bad Reichenhall und Umgebung ernannt.